# Bigorre
Biggore är ett historiskt landskap i Gascogne, sydvästra Frankrike och omfattar nästan hela Hautes-Pyrénées.
Biggores huvudort är Tarbes. Landskapet blev grevskap efter 800, och stod under 1300-talet en tid under engelsk överhöghet. 1484-1589 tillhörde Biggore häset Albret och förenades med Frankrike 1607. Fram till 1789 hade Bigorre en särskild ståndsriksdag.